# جایزه امی ساعات پربیننده برای بهترین فیلم تلویزیونی
جایزه امی ساعات پربیننده برای بهترین فیلم تلویزیونی (انگلیسی: Primetime Emmy Award for Outstanding Television Movie) از سال ۱۹۹۲ اهدا می‌شود.
در سال ۲۰۱۱، این رده با ردهٔ مینی‌سریال‌های کوتاه برجسته ادغام شد و ردهٔ مینی‌سریال یا فیلم برجسته را ایجاد کرد. با این حال در سال ۲۰۱۴، این تصمیم‌گیری ملغی شد و رده‌های مینی‌سریال و فیلم تلویزیونی مجدداً به‌صورت مجزا برقرار شدند. قوانین نیز در سال ۲۰۱۹ دستخوش تغییر شدند و مدت زمان فیلم‌ها برای آنکه واجد شرایط باشند باید حداقل ۷۵ دقیقه باشد.